# Cleome beckiana
Cleome beckiana är en paradisblomsterväxtart som beskrevs av Karl Heinz Rechinger. Cleome beckiana ingår i släktet paradisblomstersläktet, och familjen paradisblomsterväxter. Inga underarter finns listade i Catalogue of Life.